# Aspid SS
Aspid SS – hiszpański supersamochód produkowany przez firmę IFR Automotive. Pojazd ten ma odkryte koła, a jego nadwozie jest zbudowane z aluminium, dzięki czemu pojazd waży 740 kg. Posiada hamulce tarczowe z przodu. Samochód ten posiada silnik 2.0 R4 z turbosprężarką. Rozpędza pojazd w 2,8 s do 100 km/h oraz do prędkości maksymalnej 250 km/h. Przeciążenie przy przyspieszaniu wynosi 1,6 g.